# یوری بزمنوف
یوری الکساندرویچ بزمنوف (به زبان روسی: Ю́рий Алекса́ндрович Безме́нов; ۱۱ دسامبر ۱۹۳۹– ۵ ژانویه ۱۹۹۳; نام مستعار: توماس دیوید شومان)، روزنامه نگار اهل شوروی بود که برای ریا نووستی کار می‌کرد. 
بزمنوف که از اعضا کا‌گ‌ب و در مأموریتی در دهلی‌نو بود، در سال ۱۹۷۰ به غرب پناهنده و براساس توافقی بین آژانس‌های امنیتی کانادا و ایالات متحده، در کانادا مستقر شد.
بزمنوف پس از مستقر شدن در هند، به فرهنگ و مردم آنجا علاقه‌مند شد. علاوه بر این، مجازات‌ و سرکوب کا‌گ‌ب علیه مخالفان شوروی و دیگر روشنفکران دگراندیش، باعث انزجار بزمنوف از شوروی و پناهندگی او به غرب شد. بزمنوف با کتب و سخنرانی‌‌های ضد مارکسیست، ضد شوروی و ضد آتئیست خود در دهه‌های ۱۹۶۰، ۱۹۷۰ و ۱۹۸۰ شناخته می‌شود.

## اوایل زندگی و دوران تحصیل (۱۹۶۳-۱۹۳۹)
بزمنوف در سال ۱۹۳۹ در شهر میتیشچی، در نزدیکی موسکو متولد شد.  پدر او از افسران عالی رتبه ارتش شوروی بود و در کشور‌های خارجی، مانند کوبا و مغولستان، مسئولیت بازرسی از قوای شوروی را به عهده داشت. پدر در بزمنوف در دهه ۱۹۷۰ درگذشت.
بزمنوف در هفده سالگی وارد موسسه زبان‌های شرقی شد. این موسسه بخشی از دانشگاه دولتی موسکو بود و مستقیما توسط کا‌گ‌ب و کمیته مرکزی حزب کمونیست نظارت می‌شد.
بزمنوف علاوه بر زبان، در حوزه‌های تاریخ، ادبیات و موسیقی تحصیل کرد و در فرهنگ هندی سررشته داشت. بزمنوف در طول دومین سال تحصیلی خود می‌کوشید که شبیه مردم هندی باشد. فارغ‌التحصیلان این موسسه به عنوان دیپلمات، خبرنگاران برون‌ مرزی، یا جاسوس استخدام می‌شدند؛ به همین دلیل دبیران موسسه، علاقه بزمنوف به هند را تشویق می‌کردند.
بزمنوف به عنوان یک دانشجو اهل شوروی، ملزم به گذراندن خدمت اجباری سربازی بود؛ و در طی آن آموخت که چگونه با کمک نقشه کشور‌های خارجی، عملیات‌های استراتژی نظامی اجرا کند و همچنین به چه شیوه‌ای از اسیران جنگی بازجویی کند.

## زندگی در هند، مامور پروپاگاندا و سرخوردگی از کمونیسم (۱۹۷۰-۱۹۶۳)
بزمنوف در سال ۱۹۶۳ فارغ‌التحصیل شد و در هند به مدت دو سال به عنوان مترجم و مدیر ارشد ارتباطات در گروه «کمک‌‌های اقتصادی شوروی برای احداث پالایشگاه» کار می‌کرد. 
 بزمنوف در سال ۱۹۶۵ به موسکو احضار  و به عنوان کار‌آموز در بخش محرمانه «نشریات سیاسی»(GRPP) در خبرگزاری ریانووستی مشغول به کار شد. طبق ادعا بزمنوف، تقریبا سه چهارم کادر ریانووستی، مامور کا‌گ‌ب بودند؛ و مانند خود او به عضویت کاگ‌ب درآورده می‌شدند: و یا برای سازمان، نویسندگی و خبرچینی می‌کردند.  
با اینحال بزمنوف به نویسندگی مشغول نبود؛ او ویراستار تبلیغات سیاسی بود و پروپاگاندا شوروی را در رسانه‌های برون مرزی می‌گنجاند. همچنین بزمنوف این پروپاگاندا را در بین مهمان‌های خارجی پخش می‌کرد که به دعوت ریانووستی یا نشست‌های بین‌المللی به شوروی آمده بودند. 
طبق ادعا بزمنوف، او مجبور به خبرچینی بود. بزمنوف با حفظ موقعیت خود به عنوان خبرنگار ریانووستی، به جمع آوری اطلاعات می‌پرداخت. او همچنین به جهت پیشبرد پروپاگاندا شوروی و اهداف براندازانه آن، در کشور‌های خارجی اطلاعات غلط و دروغین پخش می‌کرد. 
بزمنوف به سرعت ترفیع یافت و  در سال ۱۹۶۹ به عنوان رایزن مطبوعاتی و مسئول روابط عمومی، به کا‌گ‌ب خدمت می‌کرد. او در سفارت شوروی در دهلی‌‌نو کار می‌کرد و در آنجا پروپاگاندا ریانووستی را پیش‌ می‌برد. ماموریت بزمنوف، تبدیل تدریجی هند به حوزه نفوذ شوروی بود.    
در همان سال، بر طبق دستورالعمل سری از سوی کمیته مرکزی حزب کمونیست، بخش محرمانه جدیدی در تمام سفارتخانه‌های شوروی دایر شد؛ این بخش «گروه تحقیق و مقابله با پروپاگاندا» نام داشت و بزمنوف معاون ارشد این بخش شد. کار او جمع آوری اطلاعات از شهروندان بانفوذ یا باارزش سیاسی در هند بود و این کار با کمک خبرچینان و جاسوسان هندی انجام می‌شد.  
طبق ادعا بزمنوف، به او دستور داده شد که وقتش برای چپگرایان آرمان‌گرا صرف نکند؛ تا با ندانستن «ذات حقیقی کمونیسم شوروی» (به تعبیر بزمنوف)، سرخورده و مخالف نشوند. در همین دوره، بزمنوف از نظام شوروی ناراضی شد و برای پناهندگی به غرب، برنامه‌ریزی کرد.

## فرار به غرب و زندگی در کانادا (۱۹۸۳-۱۹۷۰)
طبق اسناد ارائه شده مرکز اطلاعات شوروی به پلیس دهلی، بزمنوف در ۸ فوریه ۱۹۷۰ به همراه دو تا از همکارانش به سینما رفت؛ ولی برای خود بلیتی نخرید و به همکارانش گفت که به آنها خواهد پیوست  ولی او به سینما برنگشت.
بزمنوف با کلاه‌گیس، ریش و البسه هیپی‌وار، به یک گروه توریستی پیوست. او از همین طریق به آتن فرار کرد. فرار او در ایالات متحده گزارش داده شد و منابع شوروی بیان کردند که بزمنوف شخص مهمی نبود و کار دفتری انجام می‌داد. با اینحال جاسوسان آمریکایی به طور شفاف ابراز کردند که به باورشان، بزمنوف جاسوس کا‌گ‌ب بود. در آن زمان رسانه‌های آمریکایی مکان بزمنوف را نامعلوم اعلام کردند.
بزمنوف پس از ارتباط با سفارت ایالات متحده و انجام مصاحبه‌های گسترده، توانست که از سازمان سیا کمک بگیرد تا دولت پیر ترودو، نخست وزیر وقت کانادا، به او پناهندگی کانادا بدهد. سیا و ژاندارمری سلطنتی کانادا برای امنیت بزمنوف، نام و هویت جدیدی را (توماس شومان) برای او ترتیب دادند. 
بخاطر حفظ آبرو بزمنوف به عنوان یک مامور فراری کا‌گ‌‌ب، اقامتگاه او در دهلی‌ رسما اعلام کرد که بزمنوف ربوده شده هست و به پسرش، که نزدیکترین خویشاوند زنده او بود، غرامت مالی داده می‌شود.
بزمنوف در دانشگاه تورنتو به مدت دو سال در رشته علوم سیاسی تحصیل کرد. او همچنین به مدت سه سال در مزرعه‌ای در اونتاریو کار می‌کرد. در سال ۱۹۷۳، بزمنوف در مرکز سی‌بی‌سی مونترال استخدام و در بخش شوروی سی‌بی‌سی جهانی مشغول به کار شد.
با اینحال سفیر شوروی به پیر ترودو بابت برنامه‌های روسی بزمنوف گلایه کرد؛ و به درخواست پیر ترودو، بزمنوف از سی‌بی‌اس اخراج شد. طبق ادعا بزمنوف، کا‌گ‌ب در اصرار و اعمال فشار به ترودو در این کار نقش داشته بود. بزمنوف همچنین در مصاحبه‌ای اشاره کرد که در آن زمان از جانب کا‌گ‌ب تهدید به مرگ شده بود. 
پس از آن بزمنوف به خبرنگاری مستقل مشغول شد. او به عنوان مشاور در بخش «سالنامه پانامورا» (Almanac Panorama)  در «شبکه اطلاعات جهانی» (World Information Network) کار می‌کرد.

## زندگی در لس‌آنجلس و حمایت از ایالات‌متحده (۱۹۸۶-۱۹۸۱)
همانطور که قبلا گفتم، دیگر در معرض حقیقت بودن نیز اهمیتی ندارد. فردی که گمراه شده، نمی‌تواند اطلاعات درست را تشخیص دهد. حقایق به او چیزی نمی‌گوید؛ حتی اگر او را با اطلاعات، با دلایل موثق، با تصاویر و مدارک رگبار کنم، آن را انکار می‌کند. . . این تراژدی گمراه شدن هست.

یوری بزمنوف [۱۹۸۳]
بزمنوف در دهه ۱۹۸۰ به لس‌آنجلس مهاجرت کرد.  او در یک سخنرانی در سال ۱۹۸۳ گفت که «تعجب نخواهد کرد» اگر مشخص شود که شوروی، به خاطر کشتن لری مک‌دانلد، نماینده ضد کمونیسم مجلس آمریکا، پرواز شماره ۰۰۷ هواپیمایی کره را سرنگون کرده بود.
بزمنوف در سال ۱۹۸۴ با جی. ادوارد گریفن مصاحبه کرد. او در مصاحبه بیان کرد که کا‌گ‌ب قصد داشت نظام سیاسی ایالات‌متحده به تدریجی برانداخته شود؛ بزمنوف همچنین شیوه‌های فرضی این امر را توضیح داد.
تاکید اصلی کا‌گ‌ب اصلا در حوزه‌های اطلاعاتی نیست. تنها پانزده درصد از زمان، هزینه و نیرو انسانی کا‌گ‌ب صرف حوزه جاسوسی و موارد مشابه آن می‌شود. هشتاد و پنج درصد باقیمانده در پروسه‌ای تدریجی به کار می‌رود که ما به آن «براندازی عقیدتی» می‌گوییم؛ یا «اقدامات فعالانه»، و یا «جنگ روانی».— یوری بزمنوف. سال ۱۹۸۴
بزمنوف تحت نام «توماس شومان»، کتاب «نامه عاشقانه به آمریکا» (Love Letter to America) را نوشت. علاوه بر این کتاب‌های «خبر خوب، نبود ریانووستی هست» (No Novosti Is Good News)، «پلیس جهانی اندیشه» (World Thought Police) و «سیاه زیباست، کمونیست نه» (Black Is Beautiful, Communism Is Not.)  از دیگر آثار بزمنوف هست.
واشینگتن پست در سال ۱۹۸۴ گزارش داد که در جریان بازی‌های المپیک تابستانی، بزمنوف ورود یک کشتی گردشی شوروی به لس آنجلس را محکوم، و بیان کرد که این کشتی، تحت پوششی تفریحی در آنجا ساکن شده، ولی دارای ابزار‌های الکترونیکی جاسوسی هست تا ارتباطات رادیویی و تلفنی را رصد کند.
بزمنوف در مصاحبه دیگری ادعا کرد که درجریان بازی‌های المپیک، کا‌گ‌‌ب برای اینکه علیه فرار احتمالی ورزشکاران شوروی نظارت بهتری داشته باشد، از روش‌های متعدد جاسوسی استفاده می‌کند؛ مانند جاسوسی خبرنگاران برون مرزی شوروی؛ یا استفاده از دیگر اعضا پرسنل.

## اواخر زندگی و مرگ (۱۹۹۳-۱۹۸۶)
بزمنوف در سال ۱۹۸۹ به شهر وینزر در انتاریو مهاجرت کرد. او در سال ۱۹۹۱ به تدریس روابط بین‌الملل در دانشگاه وینزر مشغول شد. طبق گزارش روزنامه «وینزر استار» در شش ژانویه ۱۹۹۳، بزمنوف در روز سه شنبه پنجم ژانویه، در اثر«سکته قلبی سنگین» درگذشت. 